# Cesare Arici
Cesare Arici, född 2 juli 1782 och död 2 juli 1836, var en italiensk skald.
Arici översatte Vergilius, och hans egen diktning, som huvudsakligen faller inom lärodiktens område, är starkt påverkad av dennes stil. Han var en elegant men medelmåttig skald.